# Noël (film)
Pour les articles homonymes, voir Noël (homonymie).
Noël (Noel) est un film de Noël dramatique américain réalisé par Chazz Palminteri, sorti en 2004.

## Synopsis
Noël à Manhattan. Rose Collins, éditrice divorcée et solitaire espère un miracle pour soigner sa mère, atteinte d'Alzheimer. Nina Vasquez rompt avec son petit ami Mike à cause de sa jalousie étouffante. Dans le même temps, Mike est harcelé par un barman, Artie. Jules tente de passer Noël à l’hôpital où il a passé le meilleur réveillon de sa vie lorsqu'il était adolescent.
Le destin de ces cinq personnes va se croiser pendant la nuit de Noël.

## Fiche technique
- Titre original : Noel
- Titre français : Noël
- Réalisation : Chazz Palminteri
- Scénario : David Hubbard
- Costumes : Renée April
- Photographie : Russell Carpenter
- Musique : Mark Mancina (additionnel: Nick Glennie-Smith, Hans Zimmer, Dave Metzger et Christopher Wind
- Production : Al Corley et Howard Rosenman (en)
- Sociétés de production : Code Entertainment et Red Rose Productions LLC
- Société de distribution : Convex Group
- Pays d'origine :  États-Unis
- Langue originale : anglais
- Format : couleur - 2.35 : 1 - Dolby Digital - 35 mm
- Genre : drame
- Durée : 96 minutes
- Dates de sortie :
  -  Canada : 12 septembre 2004 (Festival international du film de Toronto)
  -  États-Unis : 12 novembre 2004
  -  Belgique : 25 décembre 2008
  -  France : 16 novembre 2010 (DVD)

## Distribution
- Susan Sarandon : Rose Collins
- Penélope Cruz : Nina Vasquez
- Paul Walker : Mike Riley
- Chazz Palminteri : Arizona
- Alan Arkin : Artie
- Marcus Thomas : Jules Calvert
- Daniel Sunjata : Marco
- John Doman : le docteur Baron
- John Mahoney : Archdeacon
- Christopher Walken : Tsar Russian Emperor Nicholas II
- D.B. Sweeney : Zeus
- Marcia Bennett : Infirmière Stein
- Robin Williams (non crédité) : Charles "Charlie" Boyd